# Унру, Лиза
Лиза Унру (нем. Lisa Unruh; род. 12 апреля 1988, Берлин) — немецкая лучница, выступающая в соревнованиях в стрельбе из олимпийского лука, серебряный и бронзовый призёр Олимпийских игр.

## Биография и карьера
Унру дебютировала на международных соревнованиях в 2006 году. На чемпионате Европы 2006 года она заняла четвёртое место в составе сборной Германии. В 2007 году стала серебряным призёром чемпионата Европы в помещении, а затем на летнем континентальном первенстве завоевала личное золото и командную бронзу в Беловаре. В 2008 году в Виттеле вновь стала второй в команде.
Унру выиграла бронзу с командой на чемпионате Европы в Амстердаме в 2012 году. В 2014 году она стала серебряным призёром чемпионата Европы в Вагаршапате. В 2015 году стала чемпионкой Европы в помещении в Копере в составе сборной Германии, а также завоевала личную бронзу. На чемпионате мира в помещении 2016 года в Анкаре она выиграла индивидуальные соревнования, а на летнем первенстве в Ноттингеме завоевала две бронзовые медали в одиночном разряде и в команде.
На летних Олимпийских играх в Рио-де-Жанейро она вышла в финал, в котором проиграла кореянке Чхан Хе Джин со счётом 2:6. Эта серебряная медаль стала первой олимпийской наградой немецкой лучницы. В ноябре 2016 года за свои достижения получила награду Серебряный лавровый лист.
В 2017 году Лиза Унру выступила на чемпионате мира в Мехико, где завоевала серебряную медаль в смешанном командном первенстве. Она также достигла 1/8 финала как в соревновании женских команд, так в индивидуальном первенстве. На этапах Кубка мира Лиза Унру сумела достичь четвертьфиналов в личном турнире в Берлине и в миксте в Анталии. Унру выиграла золотую медаль на Всемирных играх 2017 года во Вроцлаве, победив британку Наоми Фолкард.
В 2018 году на чемпионате Европы в Легнице Унру стала бронзовым призёром в составе женской команды, добралась до четвертьфинала в миксте и 1/8 финала в индивидуальном первенстве. Унру завоевала серебро на этапе Кубка мира в Берлине и добралась до четвертьфинала в Солт-Лейк-Сити как в индивидуальном первенстве, так и в миксте. Это позволило ей принять участие в Финале в Самсуне, где немка заняла четвёртое место.
В 2019 году на чемпионате мира в Хертогенбосе Лиза Унру достигла четвертьфинала в женском командном турнире и 1/16 финала в индивидуальном первенстве.
На Олимпиаде 2020 года в Токио стала 26-й в рейтинговом раунде. В женском командном турнире немки уже в первом раунде попали на Тайвань, но сумели победить их со счётом 6:2. В следующем раунде они сумели победить Мексику, но в полуфинале уступили россиянкам со счётом 1:5. Тем не менее, в матче за бронзу с тем же счётом они одержали победу над Белоруссией и стали бронзовыми призёрами. В первом раунде женского индивидуального первенства немецкая лучница попала на Анну Марусову из Белоруссии и проиграла ей со счётом 4:6.